# Мюллер, Адольф (борец)
Адольф Мюллер (нем. Adolf Müller; 11 апреля 1914, Швейцария — неизвестно) — швейцарский борец вольного стиля, бронзовый призёр Олимпийских игр по борьбе 

## Биография
Родился в 1914 году. 
Представлял Швейцарию на Олимпийских играх 1948 года, боролся в полулёгком (до 62 килограммов) весе и сумел завоевать бронзовую медаль Олимпийских игр. 
См. таблицу турнира